# Marko Pavlič
Marko Pavlič (né le 9 février 1993) est un coureur cycliste slovène.

## Biographie
En 2020, il est sélectionné pour représenter son pays aux championnats d'Europe de cyclisme sur route organisés à Plouay dans le Morbihan. Il abandonne lors de la course en ligne.

## Palmarès sur route

### Par année
- 2011
  - 3e du championnat de Slovénie sur route juniors
- 2016
  - 3e du Hets Hatsafon
- 2018
  - 3e du Tour de Quanzhou Bay
- 2019
  - 2e du Hell of the Marianas
- 2023
  - 2e du championnat de Slovénie du contre-la-montre

### Classements mondiaux
| Année                                 | 2013  | 2014 | 2015 | 2016  | 2017  | 2018  | 2019 | 2020  | 2021  | 2022  | 2023  | 2024  |
| ------------------------------------- | ----- | ---- | ---- | ----- | ----- | ----- | ---- | ----- | ----- | ----- | ----- | ----- |
| Classement mondial                    |       |      |      | 1387e | 2405e | 2961e | 949e | 1414e | 2718e | 2288e | 1438e | 2459e |
| UCI Europe Tour                       | 1013e | nc   | 774e | 935e  | 1578e | 1968e | 683e | 1064e | 1774e | 1436e | nc    | nc    |
|                                       |       |      |      |       |       |       |      |       |       |       |       |       |
| Légende : nc = non classéSource : UCI |       |      |      |       |       |       |      |       |       |       |       |       |

## Palmarès en cyclo-cross
- 2016-2017
  - 3e du championnat de Slovénie de cyclo-cross

## Palmarès sur piste
- 2021
  - 2e du championnat de Slovénie de poursuite
- 2022
  - 2e du championnat de Slovénie de poursuite par équipes[3]
- 2023[4]
  -  Champion de Slovénie de poursuite par équipes (avec Matic Žumer, Mihael Štajnar et Luka Vrhovnik)
  -  Champion de Slovénie de course aux points
  - 3e du championnat de Slovénie de poursuite